# 慶州李氏
慶州李氏（キョンジュイし、けいしゅうりし、朝鮮語: 경주이씨）は、朝鮮の氏族の一つである。新羅初期の豪族の末裔とされ、本貫を慶州とする。2015年の調査によると、人口数は1,391,867人である。
始祖は、新羅建国時の6村（新羅六部）の一つの閼川楊山村の村長をしていた李謁平である。《慶州李氏大宗譜》相続編によると、謁平は花白会議を主宰し、朴赫居世を擁立し、新羅建国の元勲で座命功臣になり、阿粲になった。閼川楊山村は及梁部に改称され、李姓の賜姓を受けたという。

## 行列字
| ○世孫  | 35       | 36       | 37       | 38       | 39       | 40                | 41       | 42                | 43                | 44       | 45                | 46                | 47       |
| ------ | -------- | -------- | -------- | -------- | -------- | ----------------- | -------- | ----------------- | ----------------- | -------- | ----------------- | ----------------- | -------- |
| 行列字 | 영（榮） | 규（圭） | 종（鍾） | 우（雨） | 상（相） | 희（熙） 형（炯） | 재（在） | 호（鎬） 건（鍵） | 제（濟） 준（濬） | 동（東） | 병（丙） 심（心） | 교（敎） 세（世） | 진（鎭） |
| ○世孫  | 48       | 49       | 50       | 51       | 52       | 53                | 54       | 55                | 56                | 57       | 58                | 59                | 60       |
| 行列字 | 구（求） | 근（根） | 섭（燮） | 준（埈） | 선（善） | 태（泰）          | 모（模） | 현（炫）          | 균（均）          | 용（鎔） | 순（淳）          | 병（秉）          | 걸（杰） |

## 人口分布と集姓村
人口数、割合はいずれも2015年統計。多くの自治体の総人口に占める比例が2%から3%であり、釜山広域市、蔚山広域市、大邱広域市、忠清北道、慶尚北道中部と沿海部、慶尚南道東部、忠清南道沿海部では4%前後のところが多い。集姓村のある地域は以下の通りである。
- 全羅南道霊岩郡（1,348人、総人口の2.58%）
  - 霊岩邑望湖里
- 全羅北道完州郡（1,889人、総人口の2.16%）
  - 鳳東面成徳里
- 慶尚北道浦項市
- 慶尚北道慶州市（9,344人、総人口の3.9%）
- 慶尚北道永川市（3,050人、総人口の3.43%）
  - 古鏡面五龍洞
  - 華北面慈川洞
- 慶尚北道慶山市（10,488人、総人口の4.17%）
  - 慈仁面
  - 龍城面
  - 珍良面
- 慶尚北道清道郡（2,023人、総人口の5.41%）
  - 梅田面館下洞
  - 清道邑高樹洞
- 慶尚北道尚州市（5,779人、総人口の6.23%。全国で総人口に占める比例が最も高い地域である）
  - 洛東面
- 忠清北道清原郡
  - 文義面所田里
  - 芙蓉面文谷里
- 忠清南道保寧市（2,970人、総人口の3.41%）
  - 藍浦面月田里
  - 嵋山面豊渓里
- 忠清南道論山市（3,095人、総人口の2.75%）
  - 城東面院北里
- 忠清南道瑞山市（5,153人、総人口の3.32%）
  - 南面達山里[2]